# Белозёров, Андрей Александрович
Андрей Александрович Белозёров (род. 27 апреля 1996, Челябинск) — российский хоккейный нападающий клуба КХЛ «Нефтехимик».

## Биография
Родился 27 апреля 1996 года в Челябинске. Карьеру хоккеиста начал в родном городе. Выступал за различные клубы Национальной молодёжной хоккейной лиги, чемпионата Казахстана, а также Всероссийской хоккейной лиги. 16 октября 2018 года был признан лучшим нападающим недели в ВХЛ.
В 2022 году перешёл в «Нефтехимик». За команду из Нижнекамска игрок провел в общей сумме 134 матча (сезоны 2022/2023 и 2023/2024), в которых забил 36 голов и отдал 41 результативную передачу. Контракт рассчитан до 30 апреля 2026 года.